# Ромартув
Ромартув (пол. Romartów) — село в Польщі, у гміні Вітоня Ленчицького повіту Лодзинського воєводства.
Населення — 318 осіб (2011).
У 1975-1998 роках село належало до Плоцького воєводства.

## Демографія
Демографічна структура станом на 31 березня 2011 року:
|          | Загалом | Допрацездатний вік | Працездатний вік | Постпрацездатний вік |
| -------- | ------- | ------------------ | ---------------- | -------------------- |
| Чоловіки | 156     | 36                 | 103              | 17                   |
| Жінки    | 162     | 21                 | 97               | 44                   |
| Разом    | 318     | 57                 | 200              | 61                   |